# Proksima Centaura b
Proksima Centaura b ili Proxima Centauri b (ponekad jednostavnije Proxima b) je ekstrasolarni planet koji ima putanju oko crvenog patuljka Proksima Centaura, najbliže zvijezde našem Suncu. Udaljen je oko 4,2 svjetlosne godine (1,3 parsek) od Zemlje u zviježđu Centaur. To je najbliži poznati ekstrasolarni planet.
U kolovozu 2016., Europski južni opservatorij je objavio da su otkrili taj planet. Vrlo veliki teleskop ili VLT u suradnji s drugim institucijama nedvojbeno je dokazao kako se oko nama najbliže zvijezde (Proksima Centaura) nalazi planet veoma sličan Zemlji. Znanstveni rad o tome objavljen je u časopisu Nature od 25. kolovoza 2016. Bile su potrebne 3 pune godine mukotrpnog rada od prvih nagovještaja da bi se oko Proksime Centaura nešto zanimljivo moglo nalaziti do potvrde otkrića. Proxima b udaljena je od zvijezde 7 milijuna kilometara, a njezina je masa 1,3 puta veća od Zemljine. Iako se ova značajke ne poklapaju sa Zemljinim, imajući u vidu svojstva Proksime Centaura, dolazimo do činjenica kako se otkriveni planet nalazi u nastanjivoj zoni.
Relativna blizina planeta znanstvencima omogućuje da ga detaljnije istraže i otkriju ima li atmosferu i tekuću vodu, za koje se vjeruje da su neophodni za razvoj i održavanje života. Buduća istraživanja također bi mogla utvrditi ima li u atmosferi tragova kemijskih spojeva poput metana koji su rezultat životnih procesa, navodi se u članku objavljenom u časopisu Nature. Planet koji je udaljen od Zemlje 4,2 svjetlosne godine, odnosno oko 40 bilijuna kilometara, najbliži je od oko 3 500 planeta koji su dosad otkriveni u drugim zvjezdanim sustavima od 1995.Do otkrića Proksime b, najbliži otkriveni planet sličan Zemlji Wolf 1061c, kruži oko zvijezde poznate pod imenom Wolf 1061, udaljene oko 13,8 svjetlosnih godina.
Planet je otkriven mjernim instrumentima na osnovu Dopplerovog učinka (crveni pomak). 

## Svojstva

### Masa, polumjer i temperatura
Inklinacija putanje Proksime b još nije izmjerena. Najmanja moguća masa planeta je 1,27 Zemljine mase. Kada se izmjeri inklinacija i masa novootkrivenog planeta će biti točnije izračuanata. Najveća moguća njena masa je 3 Zemljine mase. Ako planet ima čvrstu površinu (terestrički planet) i gustoću poput Zemlje, onda bi njegov polumjer bio najmanje 1,1 Zemljinog. Normalno, polumjer bi bio veći ako je gustoća manja od Zemljine. Prosječna temperatura planeta je 234 K (−39 °C). To ga stavlja u nastanjivu zonu u odnosu na njegovo sunce. 

### Matična zvijezda
Planet ima putanju oko crvenog patuljka Proksima Centaura (razred M). Zvijezda ima masu 0,12 mase našeg Sunca i polumjer 0,14 našeg Sunca. Temperatura na površini zvijezde je 3 042 K   i stara je 4,85 milijarde godina. Za usporedbu, naše Sunce je staro 4,6 milijarde godina i ima temperatura na površini 5 778 K. Proksima Centaura napravi puni krug za 83 dana i ima svjetljivost ili luminanciju oko 0,0015 Sunčeve. Zvijezda je bogata metalima, što nije uobičajeno za zvijezde te veličine. Metaličnost (odnos željeza prema vodiku) je 0,21, ili 1,62 puta više nego što se može naći u atmosferi Sunca. 
Prividna magnituda je 11,13. To znači da se ne može vidjeti prostim okom sa Zemlje, bez obzira na blizinu Zemlji. Uzrok je vrlo mala svjetljivost. Proksima Centauri spada u grupu bljeskovitih zvijezda, a to znači da povremeno u sekundi povećaju svoj sjaj i vrate se na uobičajenu emisiju u nekoliko minuta. Smatra se da su bljeskovi povezani s njihovim snažnim magnetskim poljima.

### Putanja
Proksima b se okrene oko svoje zvijezde svakih 11,186 dana s velikom poluosi elipse od približno 0,05 astronomskih jedinica  (7 000 000 kilometara), a to znači da je udaljenost planeta u odnosu na zvijezdu oko 1/20 udaljenosti Zemlje od Sunca. Za usporedbu, Merkur, najbliži planet Suncu, ima veliku poluos elipse od 0,39 AJ. Proksima b prima od zvijezde oko 65% količine ozračenja što prima Zemlja od Sunca. Ipak, zbog blizine svoje putanje, Proksima b prima oko 400 puta veću količinu rendgenskih zraka od Zemlje.

## Nastanjivost
Proksima b nalazi se unutar nastanjive zone. Ipak, uvjeti na njegovoj površini mogli bi biti pod snažnijim utjecajem štetnih ultraljubičastih i rendgenskih zraka, negoli što takve zrake sa Sunca imaju utjecaj na Zemlju. Znanstvenici nisu sigurni može li se život razviti na planetima koji kruže oko zvijezda klase crvenih patuljaka, poput Proksime Centaura, jer se pretpostavlja da su takvi planeti na meti snažnog zračenja. Magnetsko polje i atmosfera mogli bi zaštititi mogući život od tako snažnog zračenja, ali zasad nije poznato ima li Proksima b ijedno od toga. 
Proxima b napravi krug oko svoje zvijezde za samo 11 dana, u usporedbi sa Zemljinom putanjom od 365 dana. To znači da je taj planet puno bliži svojoj matičnoj zvijezdi od Zemlje. No Proksima Centaura je puno manja i manje sjajna od Sunca, pa je putanja planeta na pravoj udaljenosti kako bi se na njemu mogla održati tekuća voda. 
Brzina vrtnje (rotacije) Proksime b, jako zračenje Proksime Centauri, te povijest stvaranja planeta čini njegovu klimu bitno drugačijom od one na Zemlji, a nije ni izvjesno ima li Proksima b godišnja doba. 
Iako je Proxima b nama najbliži egzoplanet, zbog svega što je gore navedeno, posebice zbog mogućeg jakog zračenja, mala je mogućnost da je naseljen sa živim svijetom.

## Pogled s planeta
Gledano iz blizine sustava Alfa Centaura, nebo će se činiti jednako kao i promatraču na Zemlji, osim što će Kentauru nedostajati njegova najsjajnija zvijezda. Sunce bi bila žuta zvijezda očite magnitude +0,5 u istočnoj Kasiopeji, u antipodalnoj točki trenutnog desnog uspona i deklinacije Alfe Centaura, u 02 h 39 m 35 s + 60° 50′ (2000). Ovo je mjesto blizu zvijezde 3.4 magnetske ε Cassiopeiae. Zbog postavljanja Sunca, međuzvjezdani ili vanzemaljski promatrač ustanovio bi da je Kasiopeja postala / / / / / oblik [bilješka 3] gotovo ispredSrčana maglica u Kasiopeji. Sirius leži manje od stupnja od Betelgeusea u inače nemodificiranom Orionu i magnitude -1,2 je malo blijedi nego sa Zemlje, ali još uvijek je najsjajnija zvijezda na nebu Alpha Centauri. Procyon je također raseljen u sredinu Blizanca, prekrivajući Polluxa, dok su i Vega i Altair pomaknuti prema sjeverozapadu u odnosu na Deneb (koji se jedva kreće, zbog velike udaljenosti), što daje Ljetnom trokutu više ravnopravan izgled.
Naglasimo, kako je Alfa Centaura, trostruki sustav zvijezda, pa bi stanovnici planeta Proksima b mogli na nebu vidjeti 3 sunca. Iz Proxime Centauri b, Alpha Centauri AB će se činiti poput dvije bliske svijetle zvijezde, s kombiniranom prividnom magnitude -6,8. Ovisno o binarnom orbitalnom položaju, svijetle zvijezde će se činiti primjetno djeljivim golim okom, ili povremeno, ali nakratko, kao jedna nerazriješena zvijezda. Na temelju izračunatih apsolutnih veličina, prividne veličine Alpha Centauri A i B bile bi –6,5, odnosno –5,2. [napomena 4]

## Istraživanje letjelicama
Zbog njegove ogromne udaljenosti u odnosu na ostala posjećena tijela (najmanje 8000 puta od dosadašnjeg), dosada nije posjećen niti jednom misijom.
To ne znači da neće. Zapravo na Zemlji već postoji projekt Breakthrough Starshot, čiji je cilj čovjeka prvi put odvesti u drugi zvjezdani sustav, konkretno baš u Alfa Centauri. Projekt predviđa kako će se do tog sustava putovati brzinom 15 do 20 % brzine svjetlosti. Po toj računici, inovativnoj svemirskoj letjelici trebalo bi između 20 i 30 godina da tamo stigne, te još četiri da na Zemlju stigne obavijest kako je putovanje proteklo kako treba. U travnju 2016. StarShot predstavio je nitko drugi doli Stephen Hawking u društvu investitora Yurija Millera. U upravnom odboru tvrtke pod čijim se okriljem razvija StarShot sjedi Mark Zuckerberg, vlasnik Facebooka. Računa se da će ukupni trošak projekta biti između 5 i 10 milijardi američkih dolara, a prvo pokusno polijetanje moglo bi biti oko 2036. godine.